# Carolyn Scott
Pour les articles homonymes, voir Scott.
Carolyn Scott est une décoratrice et une directrice artistique.

## Filmographie

### Télévision
- 1980 : La Maison de tous les cauchemars (13 épisodes)
- 1984 : Histoires singulières (7 épisodes)

### Cinéma
- 1972 : Madame Sin de David Greene
- 1978 : Sanglant Voyage scolaire (Killer's Moon) d'Alan Birkinshaw
- 1980 : George and Mildred (en) de Peter Frazer Jones
- 1994 : La Folie du roi George (The Madness of King George) de Nicholas Hytner
- 1997 : Face d'Antonia Bird
- 2003 : Memories (The I Inside) de Roland Suso Richter

## Distinctions

### Récompenses
- Oscars 1995 : Oscar des meilleurs décors pour La Folie du roi George